# 鰾

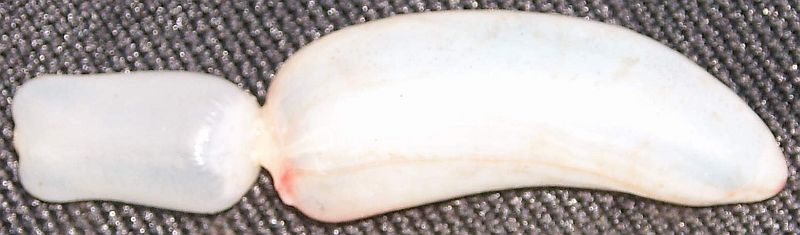
コイ科 の浮き袋。前室（左）と後室に分かれ、ウェーバー器官と連続する

鰾（ひょう、うきぶくろ、Swim bladder）は、硬骨魚が持つ、気体の詰まった袋状の器官である。気体で浮力を得るほか、いくつかの補助的な機能を持つ。四肢動物の肺と相同である。
浮き袋・浮袋（うきぶくろ）とも書く。古語ではふえ、うおのふえ、ほばらとも呼んだ。

## 機能
魚の体は周囲の水より密度が大きく、何もしなければ沈降してしまう。そこで、簡単に浮力を得るために鰾を発達させている。
鰾は伸縮性に富む風船のような器官で、ガスを溜めたり抜いたりして浮力調節を行う。

## さまざまな鰾

### 気道の有無
鰾は本来は消化管から分岐した器官で、消化管とは気道で繋がった開鰾（有気管鰾）であった。しかし一部の魚類では、気道を失い消化管から離れた閉鰾（無気管鰾）となっている。開鰾魚では、水面に顔を出して空気を直接気管から鰾に取り込むが、閉鰾魚では、鰾の周囲にある奇網からガス腺と呼ばれる細胞を介してガスを取り込む。
サケ目、コイ目、ニシン目、ウナギ目などは、一生を通じて開鰾である。いっぽう、ハダカイワシ目、タラ目、スズキ目などは、仔魚のうちに気道を失い、閉鰾となる。ただしウナギ目は、開鰾魚であるがガス腺も持つ。

### 聴覚を補助する鰾
鰾はガスを溜めるので、水中の音を反響させることができる。このことを利用したのがウェーバー器官 (Weberian apparatus) で、コイやナマズの仲間がこれを備えている。ウェーバー器官は、鰾に連絡した脊椎骨最前部の4つの骨で構成され、増幅された振動を内耳に伝える。そのため、ウェーバー器官をもつ魚は骨鰾魚 (Ostariophysi) と呼ばれ、聴覚に優れている。
ニシン上目は、鰾の前端が突起状に伸び、頭骨内の内耳まで繋がり聴力を補助している。これを鰾耳連絡構造 (otophysic connection) とよぶ。

### 鰾での呼吸
原始的な条鰭類であるポリプテルス目、ガー目、アミア目、および肉鰭類のハイギョでは、鰾は肺としての機能を失っておらず、これらの魚類は鰓呼吸とは別に肺呼吸もおこなう。そのためこれらの鰾は肺と呼ばれることもある（特にハイギョの場合）。これらの鰾（肺）の気道は食道の腹側に通じており、鰾は腹側（ポリプテルス目）または背側（ガー目、ハイギョ）に、ほとんどは左右1対ある（オーストラリアハイギョは1つ）。
これらに対しチョウザメ目・真骨類（条鰭類の他の全ての目を含む）は基本的に、呼吸機能を失った完全な鰾を持つ。これらの鰾の気道は食道の背側に通じている。鰾は背側にあり、また本来1対あった鰾が融合するか片方が失われ、1つになっている。
ただし真骨類でもカラシン目の Erythrinus、アロワナ目のピラルクーなど一部の淡水魚は鰾で呼吸をする。

### シーラカンスの鰾
現生シーラカンスであるラティメリアは、脂肪で満たされた鰾を持つ。ただしシーラカンスは、気体で満たされた鰾を持つ条鰭類よりも肺を持つハイギョに近い。ラティメリアはシーラカンスの中では例外で絶滅した多くのシーラカンスはハイギョのような肺を持っていたとする説もある。

## 鰾の進化
鰾は四肢動物やハイギョの肺と相同な器官である。ダーウィンの時代には、魚類より四肢動物のほうが進化的な生物であるという理由から、鰾から肺が進化したと思われていた。しかし、20世紀後半に硬骨類の進化の歴史が明らかになるにつれ、逆に、原始的な硬骨魚類は肺を持ち、一部の硬骨魚類で肺が鰾に変化したことが明らかになった。
脊椎動物は本来は海洋生物だったが、淡水へと進出した系統から硬骨魚類が誕生し、初期の硬骨魚類は、溶存酸素量が低下しやすい淡水生活の中で空気呼吸の必要から肺を発達させた。その後、水中生活へ特に適応した系統が肺を鰾へと変えたと考えられる。
完全な鰾への進化は、条鰭類のうち真骨類とチョウザメ目のみ起こった。他の条鰭類であるポリプテルス目、ガー目、アミア目の鰾（肺）は肺としての機能を残し、肺呼吸もおこなう。
条鰭類の姉妹群である肉鰭類では、肺がそのまま保たれた。ハイギョや、系統的には四肢動物がそうである。ただし現生シーラカンスのラティメリアは、肺は脂肪で満たされた鰾となっている（絶滅したシーラカンスについては不明である）。
肺を持つ魚類では、体を巡った血液は肺でガス交換をしてから心臓に還るため、心筋には十分な酸素が供給される。しかし肺を失った魚類では、肺でのガス交換がないので、激しい運動時には心筋は酸素不足となり、持久力に欠ける。にもかかわらず現在、肺の代わりに鰾を持つ魚類のほうが地球で種数・個体数において成功しているのは、海鳥など飛翔する魚食動物の登場により、海面に上がって呼吸することが危険になったためともされる。
| × | 肺も鰾もない         |
| ○ | 肺呼吸をする鰾(肺)   |
| ● | 完全な鰾             |
| ☆ | 脂肪が詰まった鰾(肺) |
| □ | 肺                   |

|  | ○ポリプテルス目                                                                                                 |
|  | |
|  | \| \| ●チョウザメ目 \| \| \| \| \| \| ○ガー目 \| \| \| \| \| \| ○アミア目 \| \| \| \| \| \| ●真骨類 \| \| \| \| |
|  | |
|  | ●チョウザメ目                                                                                                   |
|  | |
|  | ○ガー目 |
|  | |
|  | ○アミア目 |
|  | |
|  | ●真骨類 |
|  | |

|  | ●チョウザメ目 |
|  |               |
|  | ○ガー目       |
|  |               |
|  | ○アミア目     |
|  |               |
|  | ●真骨類       |
|  |               |

|  | ○ハイギョ         |
|  |                   |
|  | ☆現生シーラカンス |
|  |                   |
|  | □四肢動物         |
|  |                   |

|  | ○ポリプテルス目                                                                                                 |
|  | |
|  | \| \| ●チョウザメ目 \| \| \| \| \| \| ○ガー目 \| \| \| \| \| \| ○アミア目 \| \| \| \| \| \| ●真骨類 \| \| \| \| |
|  | |
|  | ●チョウザメ目                                                                                                   |
|  | |
|  | ○ガー目 |
|  | |
|  | ○アミア目 |
|  | |
|  | ●真骨類 |
|  | |

|  | ●チョウザメ目 |
|  |               |
|  | ○ガー目       |
|  |               |
|  | ○アミア目     |
|  |               |
|  | ●真骨類       |
|  |               |

|  | ○ハイギョ         |
|  |                   |
|  | ☆現生シーラカンス |
|  |                   |
|  | □四肢動物         |
|  |                   |

|  | ○ポリプテルス目                                                                                                 |
|  | |
|  | \| \| ●チョウザメ目 \| \| \| \| \| \| ○ガー目 \| \| \| \| \| \| ○アミア目 \| \| \| \| \| \| ●真骨類 \| \| \| \| |
|  | |
|  | ●チョウザメ目                                                                                                   |
|  | |
|  | ○ガー目 |
|  | |
|  | ○アミア目 |
|  | |
|  | ●真骨類 |
|  | |

|  | ●チョウザメ目 |
|  |               |
|  | ○ガー目       |
|  |               |
|  | ○アミア目     |
|  |               |
|  | ●真骨類       |
|  |               |

|  | ○ハイギョ         |
|  |                   |
|  | ☆現生シーラカンス |
|  |                   |
|  | □四肢動物         |
|  |                   |

|  | ○ポリプテルス目                                                                                                 |
|  | |
|  | \| \| ●チョウザメ目 \| \| \| \| \| \| ○ガー目 \| \| \| \| \| \| ○アミア目 \| \| \| \| \| \| ●真骨類 \| \| \| \| |
|  | |
|  | ●チョウザメ目                                                                                                   |
|  | |
|  | ○ガー目 |
|  | |
|  | ○アミア目 |
|  | |
|  | ●真骨類 |
|  | |

|  | ●チョウザメ目 |
|  |               |
|  | ○ガー目       |
|  |               |
|  | ○アミア目     |
|  |               |
|  | ●真骨類       |
|  |               |

|  | ○ハイギョ         |
|  |                   |
|  | ☆現生シーラカンス |
|  |                   |
|  | □四肢動物         |
|  |                   |

## 鰾のない魚類
サメ・エイなどの軟骨魚類は、硬骨魚類が肺を獲得する前に分岐したので、肺も鰾も持たない。軟骨魚類は、肝臓に密度0.86の脂質であるスクアレンを蓄積することで浮力を得ている。そのため、軟骨魚類の肝臓は巨大である。シロワニなどは口を通じて消化管に空気を入れることでも浮力を得る。
ハイギョは、条鰭類が肺を鰾に変化させる前に分岐したので、肺を持つ。ただしこれは原始的な条鰭類が持つ鰾（肺）と本質的に同じ器官であり、鰾と呼ばれることもある。
真骨類は祖先的に鰾を持つが、一部のものは二次的に鰾を失った。底生性のアイナメ、ハゼ・カサゴ類の多く、カレイ目の成魚、活発に遊泳しないアンコウやコバンザメ、高い水圧のため気体での浮力の調節が困難な深海魚の多くなどである。

## その他
- 淡水産のカメが魚を餌にした場合、内臓から噛みちぎって食べるため、その途中で鰾が切り離され、単独で水面に浮き上がることがある。
- 一部の魚の鰾は、アイシングラスと呼ばれるゼラチンの原料になる。